# Nicarete de Mégara
Nicarete de Mégare fue una filósofa griega del siglo IV a. C. perteneciente a la escuela megárica.

## Biografía
Según Ateneo, Nicarete era originaria de una familia noble de Mégara. Recibió una excelente educación: «Era muy atractiva gracias a su cultura».
Estudió junto a Estilpón de Mégara, entonces el principal representante de la escuela megárica. Se convirtió en su maestra. Diogène Laërce la calificó de cortesana.